# Luicentrum
× Luicentrum, (abreviado Lctm) en el comercio, es un híbrido intergenérico entre los géneros de orquídeas Ascocentrum × Luisia. Fue publicado en Orchid Rev. 91(1078) cppo: 12 (1983).